# Allan R. Poulin

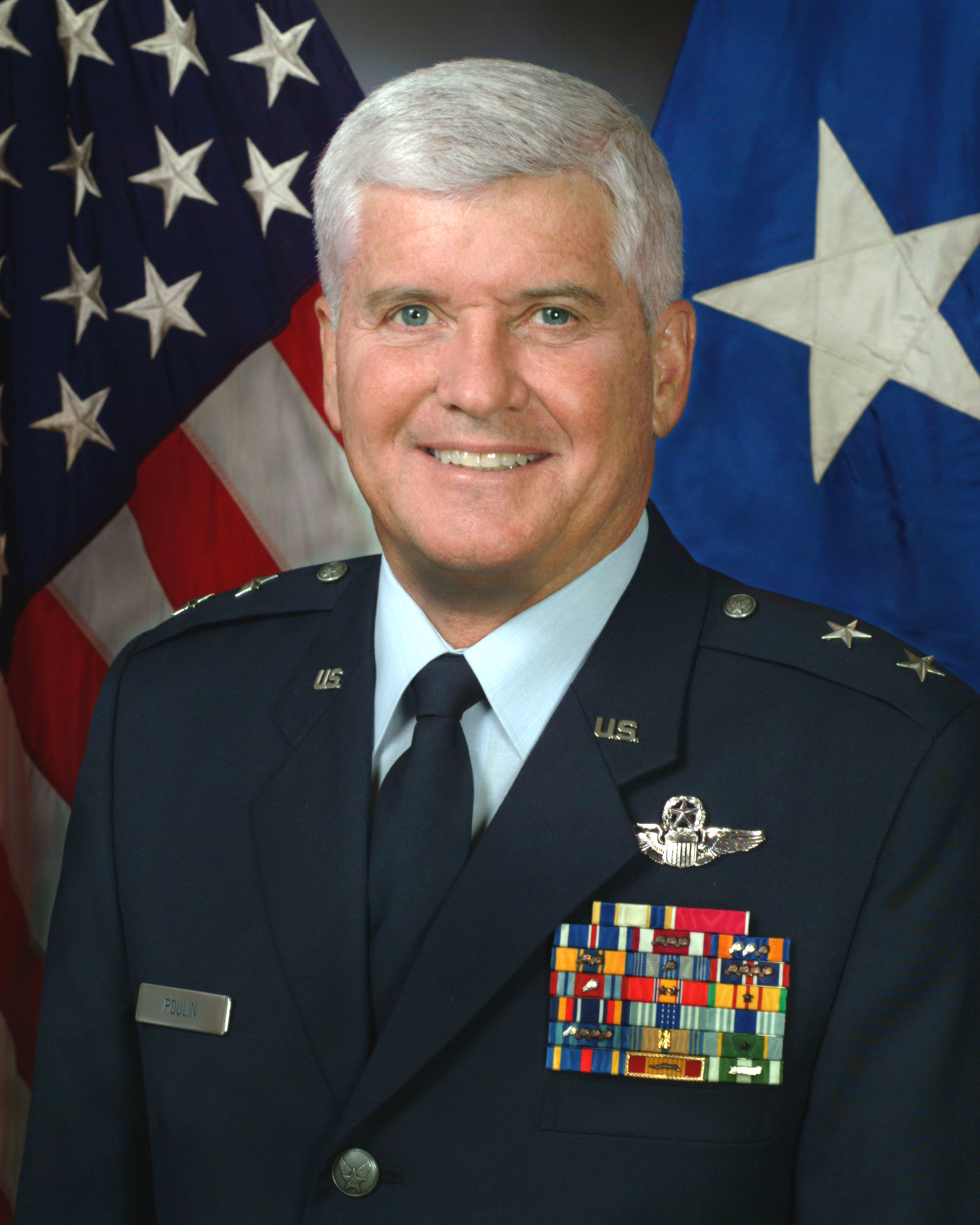
Allan R. Poulin (2006)

Allan R. Poulin (* um 1948) ist ein pensionierter Generalmajor der United States Air Force. Er war unter anderem Kommandeur der 10. Luftflotte.
Über das ROTC-Programm der University of North Carolina at Chapel Hill gelangte er im Jahr 1970 in das Offizierskorps der United States Air Force.
Im Lauf seiner militärischen Karriere absolvierte er verschiedene Kurse und Schulungen. Dazu gehörten unter anderem eine Ausbildung zum Kampfpiloten und weitere Fortbildungskurse als Pilot von neuen Flugzeugtypen; das Air Command and Staff College und das Air War College, beide über je einen Fernkurs. Außerdem erhielt er einen akademischen Grad von der Northern Arizona University.
In seinen frühen Jahren als Offizier der Luftwaffe war er an verschiedenen Stützpunkten stationiert. Dabei war er als Pilot, Flugausbilder oder Stabsoffizier bei unterschiedlichen Einheiten tätig. Dazwischen absolvierte er die erwähnten Schulungen. Zwischen Juni 1972 und Juni 1973 war er während der Endphase des Vietnamkriegs auf der Da Nang Air Base in Südvietnam stationiert. Dabei war er als Pilot mit dem 366. Kampfgeschwader (366th Tactical Fighter Wing) eingesetzt. Nach zwischenzeitlich anderen Verwendungen führte ihn eine weitere Auslandsversetzung im April 1977 zur Spangdahlem Air Base in Deutschland. Bis zum April 1980 war er dort als Flugkommandeur (flight commander) bei der 480. Kampfstaffel (480th Tactical Fighter Squadron) tätig.
Ab 1980 gehörte Poulin der Reserve der Luftwaffe an und tat in entsprechenden Einheiten Dienst. Zwischen September 1986 und Oktober 1989 kommandierte er auf der Homestead Air Force Base in Florida die 93. Kampfstaffel (93rd Tactical Fighter Squadron). Danach übernahm er auf der gleichen AFB das Kommando über die 482. Unterstützungsschwadron (482nd Operations Support Squadron), das er bis zum August 1993 innehatte. Anschließend war er bis zum Januar 1996 stellvertretender Kommandeur des 482. Kampfgeschwaders (482nd Fighter Wing), das ebenfalls auf der Homestead AFB ansässig war. Alle diese Einheiten unterstanden der 10. Luftflotte.
Allan Pulins nächste Mission führte ihn zur Davis-Monthan Air Force Base in Arizona. Zwischen Januar 1996 und Dezember 1997 gehörte er dort dem Stab der 12. Luftflotte an, wobei er als Berater des Kommandeurs zu Fragen der Mobilisierung (mobilization assistant to the Commander) tätig war. Es folgte eine Versetzung zur Ramstein Air Base in Deutschland. Bis zum Februar 2000 übte er dort beim Kommandeur der United States Air Forces in Europe die gleiche Tätigkeit aus. Auch nach dieser Mission war Poulin weiterhin als Mobilisierungsberater eingesetzt. Bis zum Januar 2005 übte er diese Aufgabe beim Air Combat Command (ACC) auf der Langley Air Force Base in Virginia aus.
Am 20. Januar 2005 übernahm er auf der Naval Air Station Joint Reserve Base Fort Worth in Texas, der vormaligen Carswell Air Force Base, als Nachfolger von David E. Tanzi das Kommando über die 10. Luftflotte. Dieses Amt bekleidete er bis zum 24. Dezember des gleichen Jahres, als er von Richard C. Collins abgelöst wurde. Danach wurde er auf die Robins Air Force Base in Georgia versetzt. Zwischen Dezember 2005 und April 2009 war er dort stellvertretender Kommandeur des Air Force Reserve Commands. Danach verblieb er bis zu seiner Pensionierung als Special Assistant to the Commander im Stab dieses Kommandos.
Während seiner aktiven Zeit als Militärpilot absolvierte er über 4500 Flugstunden auf verschiedenen Flugzeugtypen.

## Daten der Beförderungen
| Abzeichen | Rang               | Jahr              |
| --------- | ------------------ | ----------------- |
|           | Second Lieutenant  | 10. Juli 1970     |
|           | First Lieutenant   | 4. März 1972      |
|           | Captain            | 4. Januar 1974    |
|           | Major              | 4. September 1984 |
|           | Lieutenant Colonel | 16. Juni 1989     |
|           | Colonel            | 1. August 1993    |
|           | Brigadier General  | 1. Juli 1997      |
|           | Major General      | 30. Juni 1999     |

## Orden und Auszeichnungen
Allan Poulin erhielt im Lauf seiner militärischen Laufbahn unter anderem folgende Auszeichnungen:
- Air Force Distinguished Service Medal
- Legion of Merit
- Distinguished Flying Cross
- Meritorious Service Medal
- Air Medal
- Air Force Commendation Medal
- Air Force Achievement Medal
- Air Force Outstanding Unit Award
- Combat Readiness Medal
- National Defense Service Medal
- Vietnam Service Medal
- Vietnam Campaign Medal (Südvietnam)